# Сави, Гаэтано
Гаэтано Сави (итал. Gaetano Savi; 13 июня 1769, Скарперия, — 28 апреля 1844, Пиза) — итальянский натуралист (естествоиспытатель), ботаник и миколог.

## Биография
Гаэтано Сави родился в 1769 году в семье ремесленника, делавшего ножи. Учился в монастыре Бадия Физолана в городе Фьезоле.
В 1784 году отправился в Пизу учить медицину. Благодаря Лоренцо Пиньоти получил стипендию, поступил в Пизанский университет и был представлен ботанику Джорджо Санти. В 1791 году Санти назначил Сави смотрителем университетского музея и Ботанического сада Пизы.
В 1794 году Сави закончил Пизанский университет и начал преподавать экспериментальную химию. Благодаря знакомству с Оттавиано Тарджони-Тоццетти увлёкся ботаникой.
В 1790-х и начале 1800-х Сави сопровождал Санти в поездках по Тоскане, в которых они собирали местные растения, и в результате в 1798 году Сави опубликовал работу «Пизанская флора» (итал. Flora pisana), в которой применял классификационный метод Линнея.
В 1797 году Сави получил разрешение практиковать медицину и несколько лет этим занимался.
В 1801—1810 году по предложению Пиньотти являлся профессором экспериментальной физики, хотя и не занимался ей. В 1810 году стал профессором ботаники и физиологии растений. В 1814 году Сави был назначен директором Ботанического сада Пизы.

## Научная деятельность
Гаэтано Сави специализировался на мохообразных, семенных растениях и на микологии.

## Публикации
- Flora pisana (Pisa 1798)
- Trattato degli alberi della Toscana (1801)
- Materia medica vegetabile toscana (Firenze 1805)
- Sulla Magnolia grandiflora e sulla Magnolia acuminata. Osservazioni (inedite) del prof. Gaetano Savi (con una tavola in rame) — Biblioteca Italiana ossia Giornale di letteratura scienze ed arti (1819 nov, Volume 16, Fascicolo).
- Alcune osservazioni botaniche inedite di Gaetano Savi, professore, etc. sui trifolium Gussoni e trifolium Cupani. Con tavola in rame — Biblioteca Italiana ossia Giornale di letteratura scienze ed arti (1820 nov, Volume 20, Fascicolo).
- Scelta di generi di piante coi loro respettivi caratteri, di Gaetano Savi, Pisa ecc. — Annali universali di tecnologia, di agricoltura, di economia rurale e domestica, di arti e di mestieri (1827 mar, Serie 1, Volume 3, Fascicolo 8 e 9).

## Семья
В 1796 году женился на Анне Бомбиччи (итал. Bombicci), дочери архитектора Франческо Бомбиччи, работавшего помимо всего прочего в местном ботаническом саду. У Гаэтано и Анны родились двое сыновей и дочь. Старший сын, Паоло Сави, стал геологом и орнитологом.